# Grodzisko nad jeziorem Mełno

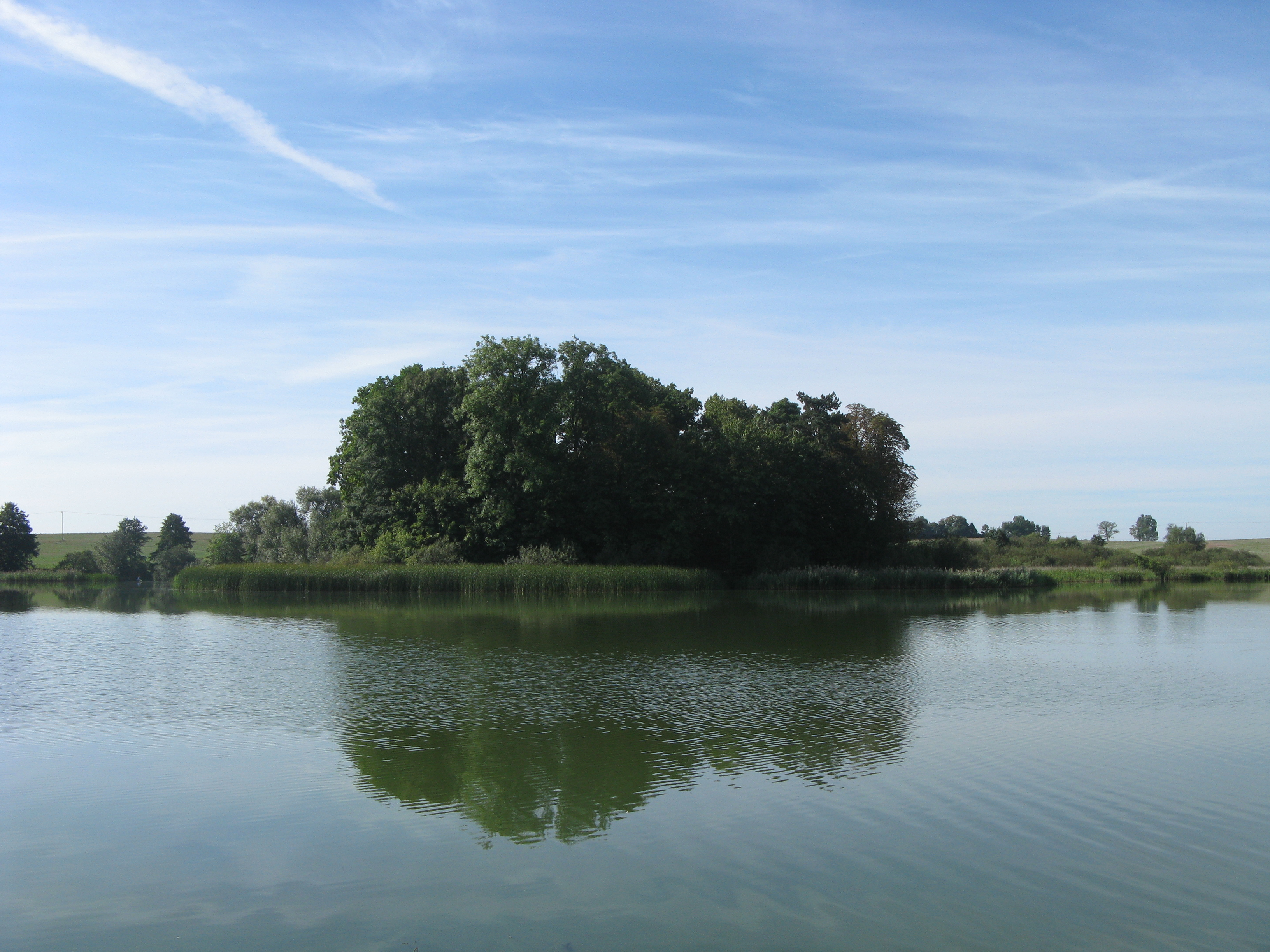
Widok na grodzisko

Grodzisko nad jeziorem Mełno – grodzisko położone na półwyspie w południowej części jeziora Mełno w powiecie grudziądzkim. 
Grodzisko znajduje się około kilometra na południowy wschód od zabudowań wsi Mełno.
Grodzisko ma kształt zbliżony do elipsy i zajmuje obszar około 4600 m2. Wał otaczający ma wysokość około 4,5 m nad poziomem jeziora. Wnętrze grodziska ma powierzchnię około 750 m².
W sezonach 1971 i 1973 na terenie grodziska prowadzono badania archeologiczne. W ich wyniku stwierdzono, że gród zbudowano w XI wieku i używano do 2-3 ćwierci tego wieku. Ponownie używano grodu w XII wieku. Dwukrotne zniszczenie grodu było związane z pożarami, a czas zamieszkania trwało najwyżej dwa pokolenia. W pierwszym okresie użytkowania gród był otoczony wałem o wysokości około 3 metrów, posadowionym na podkładzie z bierwion. Wał ten spłonął, a następny, wyższy o 1,5 metra zbudowano na jego zgliszczach, poszerzając go w stronę wnętrza osady o 2 metry.
Badania archeologiczne wykazały też, że jeszcze przed budową grodu, w IX-X wieku w pobliżu była osada o charakterze nieobronnym.